# Joseph Lekganyane
Joseph Engenas Matlhakanje Lekganyane (21 januari 1931 - 11 november 1972) var en afrikansk kyrkoledare och grundare av St Engenas Zion Christian Church, en av de stora sionistkyrkorna i södra Afrika.
Joseph var femte äldste son till Engenas och Salphina Lekganyane. Han hade av fadern utsetts att efterträda honom som ledare och biskop för Zion Christian Church och invigdes som sådan av kyrkans äldste och faderns advokat den 15 september 1949.
Detta kom dock att ifrågasättas av Josephs äldre broder Edward Lekganyane och ZCC sprängdes i två delar, båda med samma namn. 1965 beslutade Joseph att hedra sin fader genom att lägga till hans namn i kyrkans namn. Han bestämde även att kyrkans emblem skulle vara en duva, varför kyrkan ibland även kallas ZCC (Dove).
1960 gifte sig Joseph med Mothlago Flora Molopa, med vilken han fick två döttrar och två söner. Den yngste sonen Engenas Joseph Lekganyane utsågs till hans efterträdare, sedan Joseph hastigt insjuknat 1967. Kyrkan växte, under Josephs ledning, från 6000 till omkring en miljon medlemmar vid hans död 1972.